# Elitserien i handboll för herrar 1990/1991
Elitserien i handboll för herrar 1990/1991 vanns av HK Drott. HK Drott vann även SM-slutspelet, efter tre raka vinster i finalmatcherna mot Irsta HF, och blev svenska mästare.

## Tabeller

### Höst
Not: Lag 1-8 spelar i elitserien även under våren. Lag 9-10 spelar under våren i allsvenskan och lag 11-12 spelar under våren i lilla allsvenskan.
| Nr | Lag                  | S  | V  | O | F  | GM  | IM  | MS  | P  |
| -- | -------------------- | -- | -- | - | -- | --- | --- | --- | -- |
| 1  | HK Drott (RM)        | 16 | 13 | 1 | 2  | 378 | 308 | +70 | 27 |
| 2  | Lugi HF              | 16 | 10 | 1 | 5  | 358 | 330 | +28 | 21 |
| 3  | IFK Skövde (U)       | 16 | 10 | 1 | 5  | 338 | 324 | +14 | 21 |
| 4  | Irsta HF             | 16 | 9  | 2 | 5  | 316 | 292 | +24 | 20 |
| 5  | IK Sävehof           | 16 | 9  | 1 | 6  | 358 | 329 | +29 | 19 |
| 6  | Ystads IF            | 16 | 8  | 2 | 6  | 341 | 323 | +18 | 18 |
| 7  | Redbergslids IK      | 16 | 7  | 4 | 5  | 344 | 348 | −4  | 18 |
| 8  | BK Söder (U)         | 16 | 6  | 1 | 9  | 328 | 353 | −25 | 13 |
| 9  | IFK Kristianstad (U) | 16 | 5  | 2 | 9  | 353 | 372 | −19 | 12 |
| 10 | IF Saab              | 16 | 5  | 2 | 9  | 337 | 365 | −28 | 12 |
| 11 | IF Guif              | 16 | 4  | 0 | 12 | 289 | 324 | −35 | 8  |
| 12 | HP Warta             | 16 | 0  | 3 | 13 | 327 | 399 | −72 | 3  |

Den högsta serien spelades i två omgångar först under hösten med alla 12 lagen, där man spelade i ett så kallat poolsystem. Efter nyår spelade de 8 bästa lagen vidare i en ny serie, där man tog med sig poäng och målskillnad från höstserien.
Lag 9 och 10 spelade vidare tillsammans med de tre bästa lagen i de bägge division 1-serierna i en ny serie kallad Allsvenskan. På samma sätt spelade lag 11 och 12 vidare med lag 4-6 i division 1-serierna i en annan ny serie kallad Lilla allsvenskan.

### Vår
Not: Poängen från höstserien följer med till vårserien. Lag 1-2 till semifinal och lag 3-6 till kvartsfinal. Lag 7-8 har spelat färdig för säsongen och är klara för elitserien 1991/1992.
| Nr | Lag             | S  | V  | O | F  | GM  | IM  | MS   | P  |
| -- | --------------- | -- | -- | - | -- | --- | --- | ---- | -- |
| 1  | HK Drott        | 30 | 25 | 1 | 4  | 761 | 624 | +137 | 51 |
| 2  | Irsta HF        | 30 | 20 | 2 | 8  | 616 | 563 | +53  | 42 |
| 3  | Ystads IF       | 30 | 16 | 2 | 12 | 632 | 607 | +25  | 34 |
| 4  | Lugi HF         | 30 | 16 | 1 | 13 | 670 | 650 | +20  | 33 |
| 5  | IK Sävehof      | 30 | 15 | 1 | 14 | 646 | 635 | +11  | 31 |
| 6  | Redbergslids IK | 30 | 12 | 4 | 14 | 636 | 654 | −18  | 28 |
| 7  | IFK Skövde      | 30 | 13 | 1 | 16 | 609 | 637 | −28  | 27 |
| 8  | BK Söder        | 30 | 11 | 1 | 18 | 630 | 676 | −46  | 23 |

De sex bästa lagen i vårserien spelade sedan det sedvanliga SM-slutspelet, som nu omfattade sex lag. Sedan tog en slutspelstävling om svenska mästerskapet herrar 1990-91 vid.

## Slutspel

### Kvartsfinaler
- LUGI HF – IK Sävehof 25-20
- IK Sävehof – LUGI HF 25-24
- LUGI HF – IK Sävehof 24-18
- Redbergslids IK – Ystads IF 23-27
- Ystads IF – Redbergslids IK 21-17

### Semifinaler
- LUGI HF – HK Drott 19-21
- HK Drott – LUGI HF 24-20
- Irsta HF – Ystads IF 27-28
- Ystads IF – Irsta HF 17-18
- Irsta HF – Ystads IF 22-20

### Finaler
- HK Drott – Irsta HF 22-20
- Irsta HF – HK Drott 17-19
- HK Drott – Irsta HF 23-15

## Svenska mästare
HK Drott blev 1991 svenska mästare för sjunde gången.
Spelartrupp
- Tomas Gustavsson
- Anders Holmén

- Cristian Zaharia
- Tommy Suoraniemi
- Jörgen Abrahamsson
- Hans Nord
- Jan-Olof Jönsson
- Göran Bengtsson
- Thomas Sivertsson
- Magnus Weberg
- Henrik "Kex" Andersson
- Magnus Andersson

## Skytteligan
|   | Spelare          | Lag             | Antal mål |
| - | ---------------- | --------------- | --------- |
| 1 | Magnus Andersson | HK Drott        | 174       |
| 2 | Anders Bäckegren | Redbergslids IK | 168       |
| 3 | Peder Järphag    | IK Sävehof      | 147       |
| 4 | Johan Lindahl    | BK Söder        | 140       |
| 5 | Robert Andersson | Ystads IF       | 133       |
| 5 | Jonas Persson    | Lugi HF         | 133       |

- Källa: [1]